# Общество кинокритиков Флориды
Общество кинокритиков Флориды (англ. The Florida Film Critics Circle (FFCC)) — некоммерческая организация кинокритиков, основанная в 1996 году. В состав организации входят 30 кинокритиков из сетевых и печатных изданий штата Флорида, США. В конце года, членами организации проводится голосование в номинациях по присуждению наград за фильмы, выпущенные в текущем календарном году. В состав общества входят кинокритики из изданий Miami Herald, Miami New Times, Sun-Sentinel, Folio Weekly, Bloody Disgusting, WJNO Radio, WTVT, The Daytona Beach News-Journal, FlickDirect и Tampa Bay Times.

## Категории
- Лучший актёр
- Лучшая актриса
- Лучший актёр второго плана
- Лучшая актриса второго плана
- Лучший анимационный фильм
- Лучшая работа художника-постановщика и производственного дизайнера
- Лучший актёрский состав (или лучший актёрский ансамбль) (1997, 1999–2003, 2014–н.в.)
- Лучшая операторская работа
- Лучший режиссёр
- Лучший документальный фильм
- Лучший фильм
- Лучший фильм на иностранном языке
- Лучшая музыка
- Лучший сценарий (с 2010 года категория была разделена на две отдельные категории: Лучший адаптированный сценарий и Лучший оригинальный сценарий)
- Лучшая песня (1996)
- Лучшие визуальные эффекты

Общество также вручает премию Полин Кейл за лучший прорыв, названную в честь кинокритика Полин Кейл и премию «Золотой апельсин» за выдающийся вклад в кинематограф штата Флорида.

## Фильмы, отмеченные наибольшим количеством наград
(2 награды и более)
- 5 наград:
  - «Власть пса» (2021): Лучший фильм, режиссёр, актёр второго плана, адаптированный сценарий и операторская работа
  - «12 лет рабства» (2013): Лучший фильм, режиссёр, актёр, актриса второго плана и адаптированный сценарий
- 4 награды:
  - «Безумный Макс: Дорога ярости» (2016): Лучший фильм, режиссёр, операторская работа и визуальные эффекты[6]
  - «Начало» (2010): Лучший оригинальный сценарий, операторская работа, работа художника-постановщика/производственного дизайнера и визуальные эффекты
  - «Старикам тут не место» (2007): Лучший фильм, режиссёр, актёр второго плана и операторская работа
  - «Отступники» (2006): Лучший фильм, режиссёр, актёр второго плана и сценарий[7]
  - «Горбатая гора» (2005): Лучший фильм, режиссёр, сценарий и операторская работа
  - «На обочине» (2004): Лучший фильм, актёр второго плана, режиссёр и сценарий
  - «Адаптация» (2002): Лучший фильм, актёр второго плана, актриса второго плана и сценарий
  - «Фарго» (1996): Лучший фильм, актриса, режиссёр и сценарий
- 3 награды:
  - «Дюна» (2021): Лучшие визуальные эффекты, работа художника-постановщика/производственного дизайнера и музыка
  - «Брачная история» (2019): Лучший актёр, актриса и актриса второго плана
  - «Портрет девушки в огне» (2019): Лучший фильм, режиссёр и фильм на иностранном языке
  - «Отель „Гранд Будапешт“» (2014): Лучший актёрский состав, оригинальный сценарий и работа художника-постановщика/производственного дизайнера
  - «Операция „Арго“» (2012): Лучший фильм, режиссёр и адаптированный сценарий[8]
  - «Потомки» (2011): Лучший фильм, актриса второго плана и адаптированный сценарий
  - «Социальная сеть» (2010): Лучший фильм, режиссёр и адаптированный сценарий
  - «Мне бы в небо» (2009): Лучший фильм, режиссёр и актёр
  - «Миллионер из трущоб» (2008): Лучший фильм, режиссёр и сценарий
  - «Властелин колец: Возвращение короля» (2003): Лучший фильм, режиссёр и операторская работа
  - «Траффик» (2000): Лучший фильм, актёр второго плана и режиссёр
  - «Влюблённый Шекспир» (1998): Лучший фильм, актриса и сценарий
  - «Секреты Лос-Анджелеса» (1997): Лучший режиссёр, сценарий и операторская работа
- 2 награды:
  - «Лакричная пицца» (2021): Лучшая актриса и награда за прорыв
  - «Манк» (2020): Лучшая работа художника-постановщика/производственного дизайнера и операторская работа
  - «Земля кочевников» (2020): Лучший режиссёр и актриса
  - «Душа» (2020): Лучший анимационный фильм и музыка
  - «Неогранённые драгоценности» (2019): Лучший оригинальный сценарий и музыка
  - «Бёрдмэн» (2014): Лучший фильм и актёр
  - «Отрочество» (2014): Лучший актёр и актриса второго плана
  - «Исчезнувшая» (2014): Лучшая актриса и адаптированный сценарий
  - «Интерстеллар» (2014): Лучшая операторская работа и визуальные эффекты
  - «21 грамм» (2003): Лучший актёр и актриса
  - «Таинственная река» (2003): Лучший актёр и актёр второго плана
  - «Вдали от рая» (2002): Лучшая актриса и операторская работа
  - «Банды Нью-Йорка» (2002): Лучший актёр и режиссёр
  - «Амели» (2001): Лучший фильм и фильм на иностранном языке
  - «Крадущийся тигр, затаившийся дракон» (2000): Лучшая операторская работа и фильм на иностранном языке
  - «Жизнь за кадром» (2000): Лучший сценарий и актёрский состав
  - «Красота по-американски» (1999): Лучший актёр и режиссёр
  - «Магнолия» (1999): Лучший фильм и актёрский состав
  - «Титаник» (1997): Лучший фильм и операторская работа
  - «Народ против Ларри Флинта» (1996): Лучший актёр и актриса второго плана